# フロスターザヴァトン
フロスターザヴァトン (Frostastaðavatn、「霧の湖」の意) はアイスランドにある湖。

## 概要
フロスターザヴァトンはアイスランド中央高地にあり、観光地として有名な山地ランドマンナロイガル (Landmannalaugar) や現在も活発な火山ヘクラに近い。湖水は緑あるいは青い色をしており、これは火山活動によるものとされている。面積は 2.3  km²、水深は 6 m である。
フロスターザヴァトンへはフィヤトラバク・シーズリ (Fjallabak syðri) およびランドマンナレイズ (Landmannaleið) と呼ばれる道路がある。

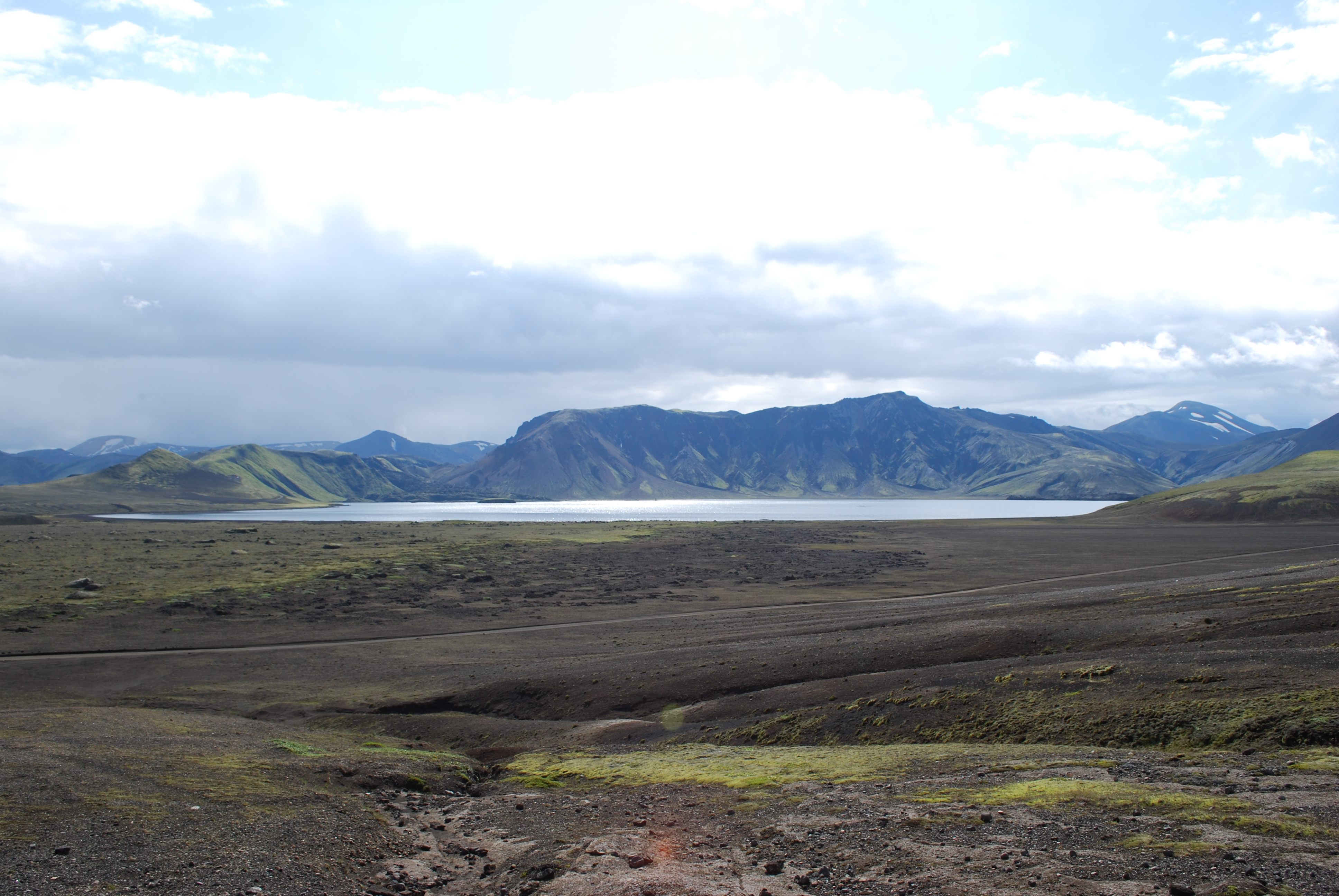
8月のフロスターザヴァトン (2009年)